# Holker Hall

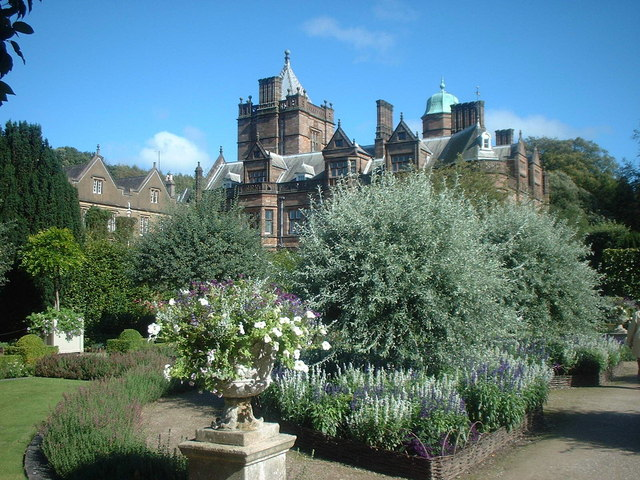
Giardini di Holker Hall

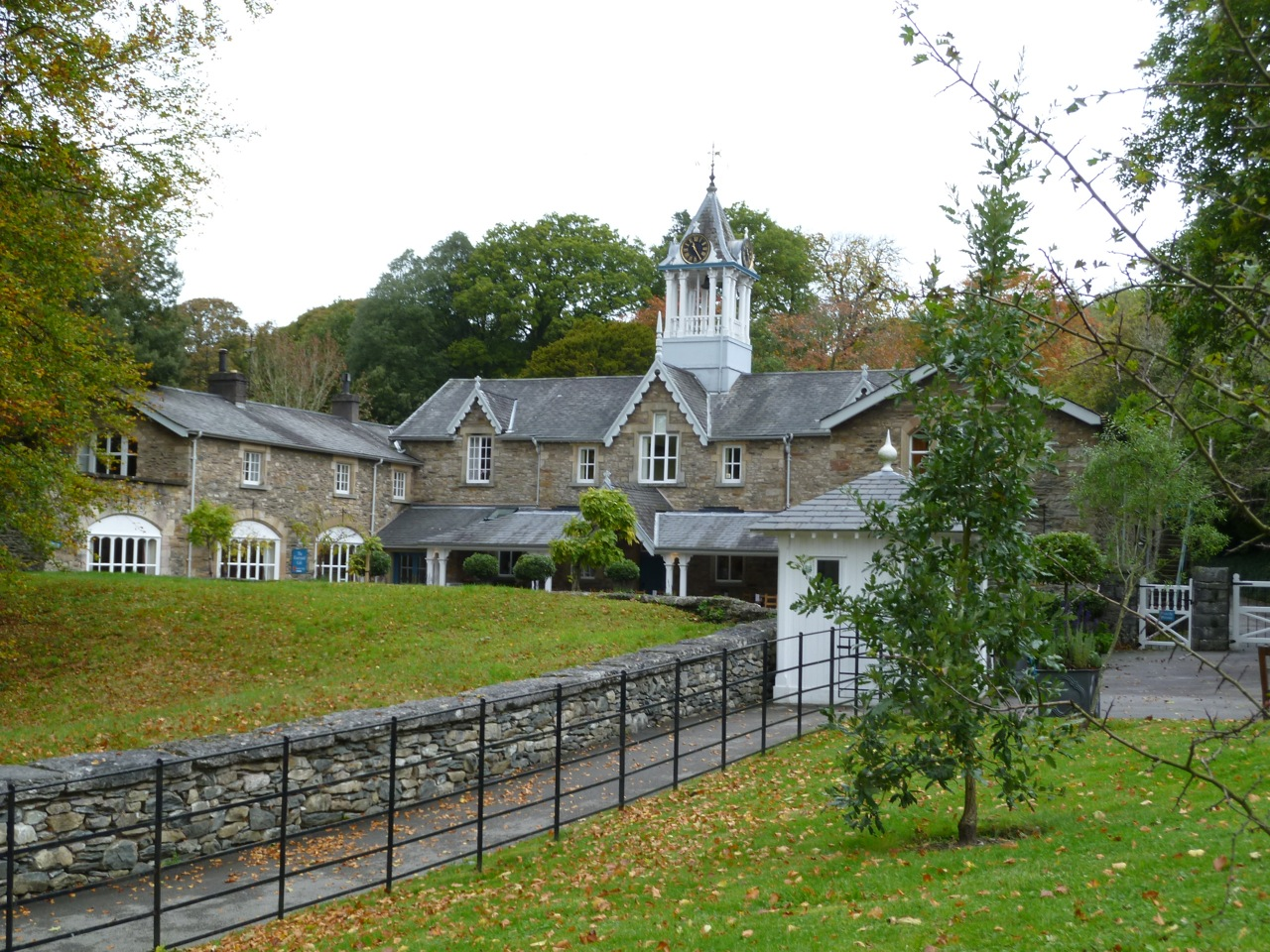
Un'ala della tenuta

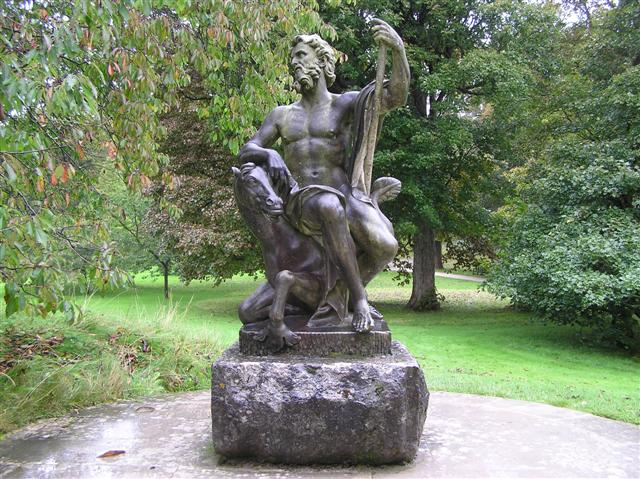
Statua di Nettuno all'interno della tenuta

Hooker Hall è una storica residenza del villaggio inglese di Lower Holker (dintorni di Cartmel), in Cumbria (Inghilterra nord-occidentale), realizzata perlopiù a partire dagli anni venti XVII secolo, ma in gran parte ricostruita nella seconda metà del XIX secolo. Fu la dimora della famiglia Cavendish.
Il complesso è classificato come monumento di secondo grado (dal 1970). I giardini della tenuta sono stati invece inclusi tra i più bei giardini del mondo dalla Good Gardens Guide nel 1996 e hanno vinto il premio Christies/HHA Garden of the Year nel 1991.

## Descrizione
La residenza si trova all'interno di un parco che si estende nella penisola di Cartmel e che si affaccia sulla baia di Morecombe.
Il palazzo è in stile vittoriano o, più precisamente, neo-elisabettiano ed è realizzato in arenaria rossa.
All'interno si trovano ritratti raffiguranti, tra gli altri, Carlo II e Caterina di Braganza.
La tenuta ospita al suo interno un museo, il Lakeland Motor Museum.

## Storia
Il primo edificio in loco fu costruito già nel XVI secolo.
Nel 1756, la tenuta fu acquisita da famiglia Cavendish, duchi del Devonshire.
Nel 1871, l'intera ala occidentale andò completamente distrutta in un incendio. Questa parte del complesso fu rimpiazzata da una nuova ala, realizzata dagli architetti Paley e Austin.
|  |

Nel 1910, furono aggiunte ai giardini delle basse terrazze, un giardino delle rose e altri elementi ad opera dell'architetto Thomas Mawson.
Nel 1937, Holker Hall ospitò la regina Maria.

## Punti d'interesse

### Giardini
Tra i punti d'interesse dei giardini, vi è un tiglio dell'altezza di circa 72 piedi e del diametro di 92 pollici.

### Lakeland Motor Museum
Il Lakeland Motor Museum, ospitato all'interno della tenuta, espone circa un centinaio di veicoli.
Il museo ospita anche una mostra permanente, la mostra Campbell Bluebird, dedicata a Malcolm Campbell e Donald Campbell, campioni di velocità sulle acque del lago di Coniston.